# Сирт (селище)
Сирт (рос. Сырт) — селище у складі Переволоцького району Оренбурзької області, Росія.

## Населення
Населення — 895 осіб (2010; 782 у 2002).
Національний склад (станом на 2002 рік):
- росіяни — 75 %